# Пиени-Пюхяярви
Пи́ени-Пю́хяя́рви (Пиени-Пюхя-ярви, Пиэни-Пюхяярви; фин. Pieni-Pyhäjärvi) — пресноводное озеро на территории Суоярвского городского поселения Суоярвского района Республики Карелии.

## Общие сведения
Площадь озера — 2,4 км², площадь водосборного бассейна — 24,8 км². Располагается на высоте 139,0 метров над уровнем моря.
Форма озера лопастная, продолговатая: оно почти на четыре километра вытянуто с севера на юг. Берега каменисто-песчаные, местами заболоченные.
Из южной оконечности озера берёт начало река Пюхяйоки, впадающая в реку Шую.
В озере расположено не менее пяти безымянных островов различной площади, рассредоточенных по всей площади водоёма.
Населённые пункты и автодороги вблизи водоёма отсутствуют.
Название озера переводится с финского языка как «малое святое озеро».
Код объекта в государственном водном реестре — 01040100111102000016917.